# Station Doulon
Station Doulon is een spoorwegstation in de Franse gemeente Nantes.